# Klingenthal
Klingenthal é um município da Alemanha, situado no distrito de Vogtlandkreis, no estado da Saxônia. Tem 50,44 km² de área, e sua população em 2019 foi estimada em 8.184 habitantes.